# Amescador

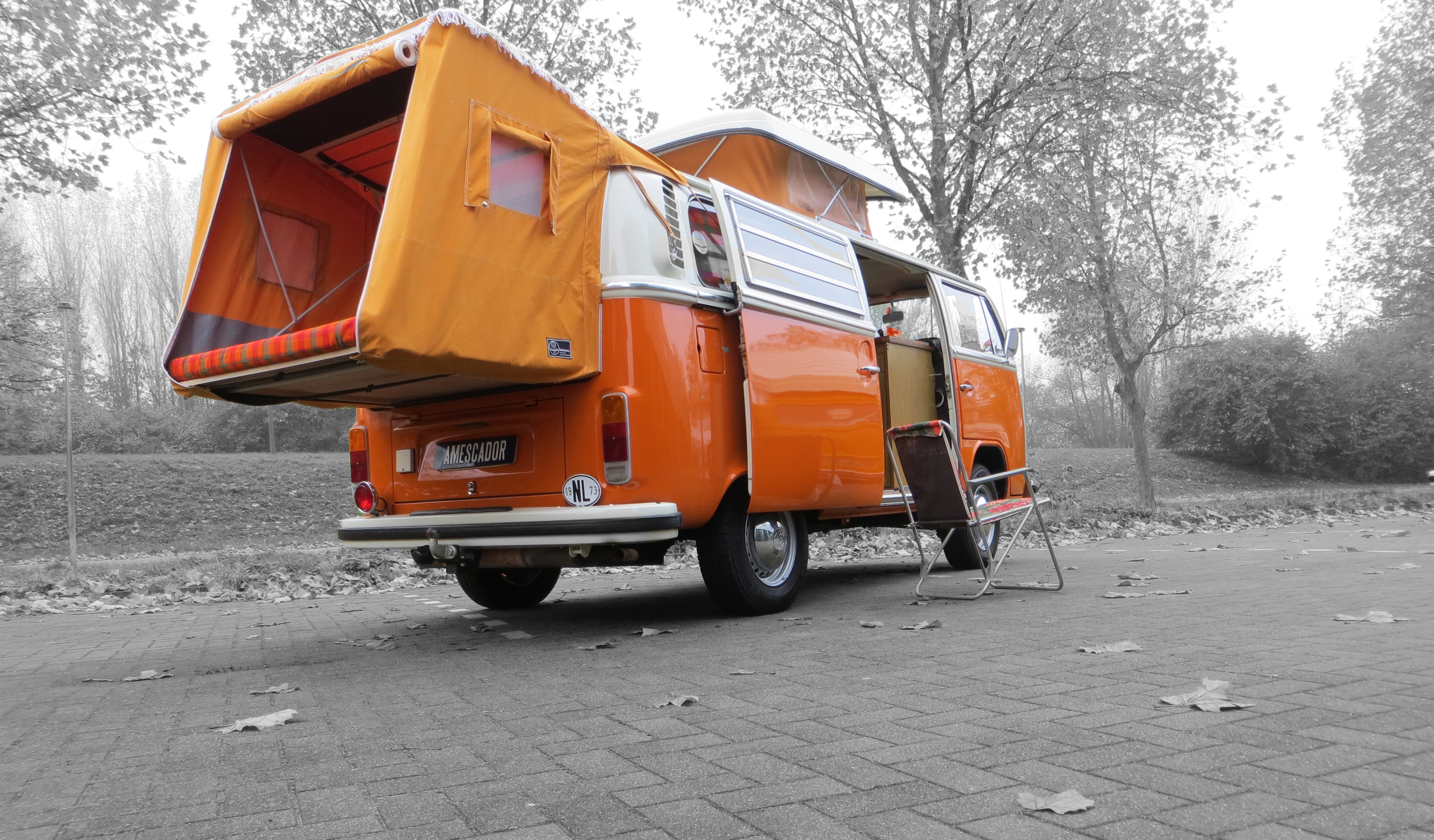
Amescador kampeerauto met bedstede

De Amescador is een Nederlandse kampeerauto uit Zwijndrecht. Het is een aangepaste versie van de Volkswagenbus. Amescador staat voor AMES CAmper DORdrecht.
Door Jan Ames en Cor Scheffel werden vanaf 1967 tweedehands bestelwagens omgebouwd tot campers waarin plaats was voor vier personen. Om dat mogelijk te maken was een demontabel bedsteetentje ontworpen dat aan de achterzijde van de bestelbus onder de achterklep geplaatst kon worden. Het bood een slaapplaats voor twee personen en werd informeel meestal de 'kontzak' genoemd. In de wagen zelf kon door de tafel tussen de banken te plaatsen ruimte worden gemaakt voor nog twee personen.
In totaal zijn er tot 1984 zo'n 800 Amescadors afgeleverd, niet alleen op basis van de Volkswagen T1, later volgde ook de T2, T3 en de Volkswagen LT. Bij de verschillende types waren passende interieurs te verkrijgen en ook was het mogelijk om een uitzetdak te laten monteren.